# 銚子塚古墳 (佐賀市)
銚子塚古墳（ちょうしづかこふん）は、佐賀県佐賀市金立町にある古墳。形状は前方後円墳。国の史跡に指定されている。

## 概要

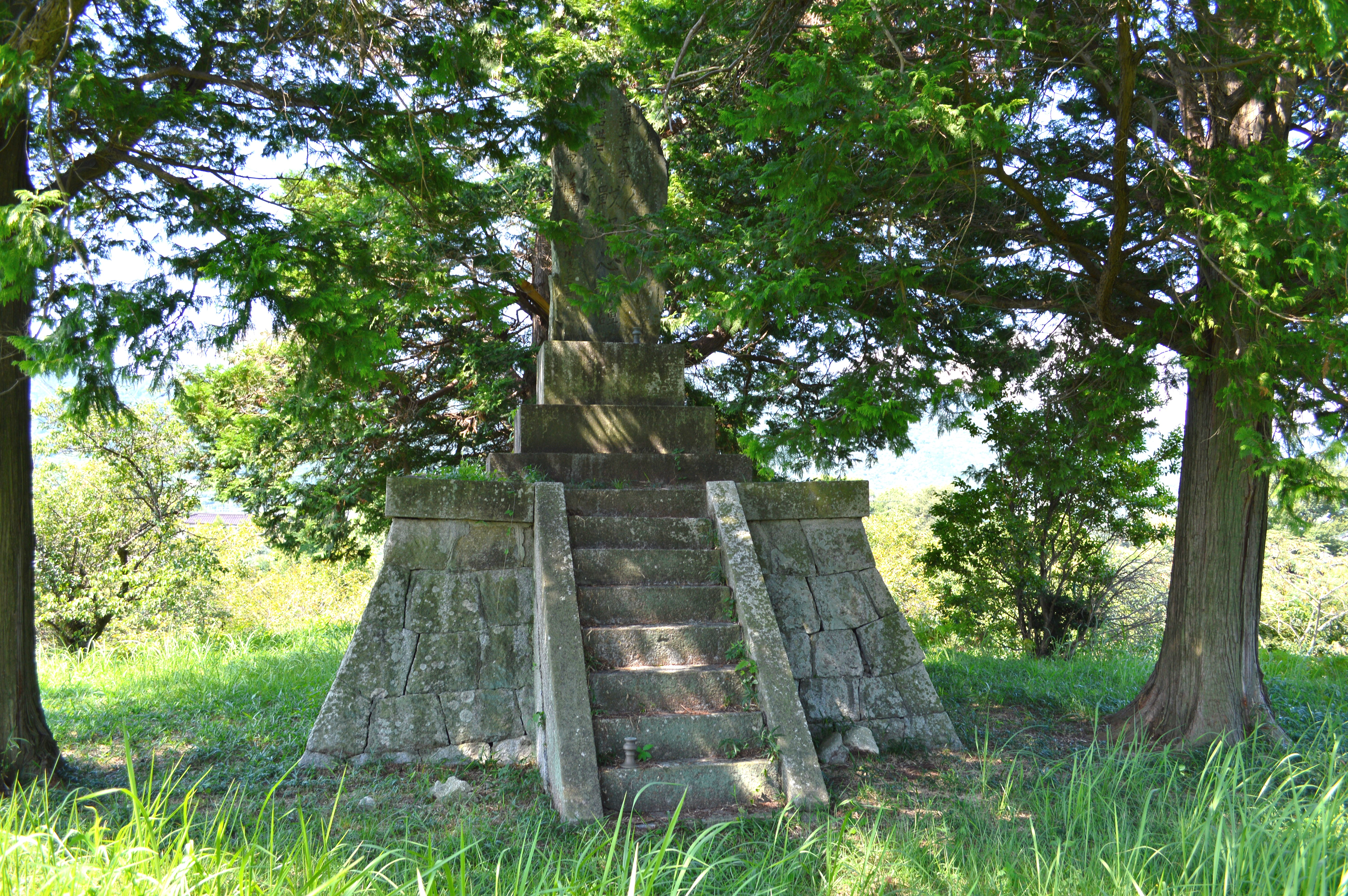
墳頂にある忠魂碑

佐賀市北部、標高15メートルの微高地上に築かれた古墳である。墳形は前方部が発達しない「柄鏡式」の前方後円形で、東西方向を墳丘主軸とし、前方部を西方に向ける。墳丘は後円部が3段築成、前方部が2段築成。墳丘外表では、後円部で葺石が認められる。墳丘周囲には、墳形に合わせた幅16-28メートルの周濠が巡らされている。埋葬施設は明らかではないが、竪穴式石室と推定される。そのほかに出土品としては、6個体以上の土師器壺がある。以上から、築造時期は古墳時代中期初頭の4世紀末頃と推定される。
古墳域は1978年（昭和53年）に国の史跡に指定されている。

## 墳丘
墳丘の規模は次の通り。
- 墳丘長：98メートル
- 後円部 - 3段築成。
  - 直径：58メートル
  - 高さ：8メートル
- 前方部 - 2段築成。
  - 幅：32メートル
  - 高さ：4.6メートル

## 文化財

### 国の史跡
- 銚子塚古墳 - 1978年（昭和53年）3月11日指定[3]。